# Henri Dallier
Henri Édouard Dallier, (Reims (regió del Gran Est), 20 de març, 1849 - París, 21 de desembre, 1934), va ser un organista i compositor francès.

## Biografia
Va estudiar orgue amb César Franck i composició amb François Bazin al Conservatori de París i va obtenir el seu primer premi d'orgue el 1878. Va esdevenir cap de l'orgue gran de l'església de Església de Sant Eustaqui de París el 1879, després va succeir a Gabriel Fauré al gran orgue de l'església de la Madeleine el 1905. Organista talentós, és reconegut com un improvisador brillant.
A París, el 1880, es va casar amb la filla del novel·lista Lucien Biart. El 1884 va inaugurar l'orgue de l'església de Saint-Jean de Joigny modificat per Joseph Merklin.
Va ensenyar primer a l'escola Niedermeyer, on va comptar amb Joseph Noyon entre els seus alumnes. El 1898, va guanyar el Premi Chartier de l'Acadèmia de Belles Arts pel seu Trio amb piano. De 1908 a 1928, va ensenyar harmonia al Conservatori de París. Va tornar a la seva ciutat natal de Reims per inaugurar el bell orgue de la sala de festes de l'Ajuntament l'any 1928.
Va morir el 21 de desembre de 1934 a casa seva, al 17è districte de París, i va ser enterrat al nou cementiri de Neuilly-sur-Seine després d'un servei a la Madeleine.

## Editor científic
Henri Dallier va publicar edicions per piano revisades i digitades de diverses obres i col·leccions de Johann Sebastian Bach, a la col·lecció "Édition nationale française Panthéon des pianistes" a Henry Lemoine a París, de 1917 a 1924.
- El clavicèmbal ben temperat, preludis i fugues
- suites angleses
- Fantasia cromàtica i fuga
- Partites
- suites franceses
- Concert italià